# 诺韦拉
诺韦拉（法語：Novella，法語發音：[nɔvɛla]）是法国上科西嘉省的一个市镇，属于卡尔维区。

## 地理
诺韦拉（42°35'4"N, 9°7'3"E）面积30.23 平方千米，位于法国上科西嘉省，该省份位于科西嘉北部，后者为地中海西部的一座岛屿，也是法国的一个单一领土集体，位于法国大陆部分的东南面，意大利半島的西面，最临近的地块是撒丁岛。
与诺韦拉接壤的市镇（或旧市镇、城区）包括：帕拉斯卡、卡斯蒂福、拉马、奥尔米-卡佩拉、彼得拉尔巴。

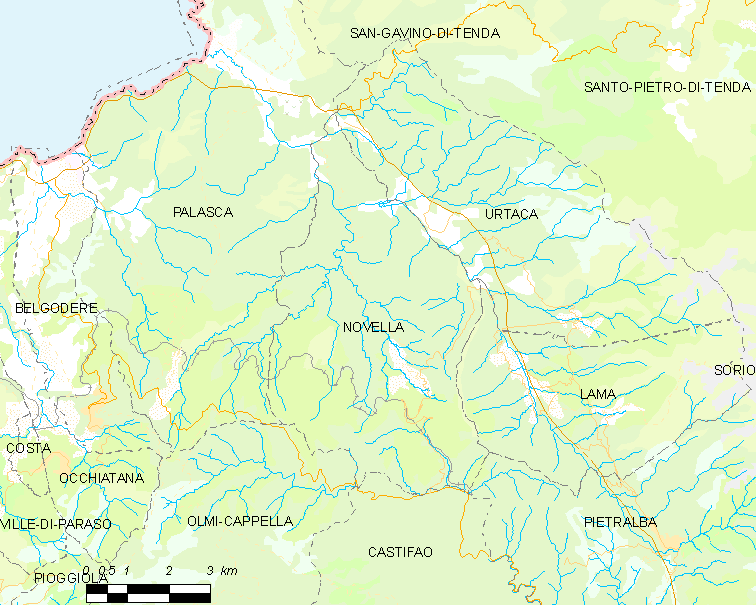
诺韦拉的OSM定位图

诺韦拉的时区为UTC+01:00、UTC+02:00（夏令时）。

## 行政
诺韦拉的邮政编码为20226，INSEE市镇编码为2B180。

## 政治
诺韦拉所属的省级选区为利勒鲁斯县。

## 人口

1962-2008年间诺韦拉人口变化图示

诺韦拉于2022年1月1日时的人口数量为80人。